# Бевеон
Бевеон (швед. Bäveån, у верхів'ях також має назву Рісон (швед. Risån) ) — мала річка на заході південної частини Швеції, у лені Вестра-Йоталанд. Довжина річки становить 35 км,  площа басейну за різними даними  — 300,6 - 310 км²,   середня витрата води — 3,4 км. 

## Географія
Проходить через озеро Ереше (швед.  Öresjö), розташоване на висоті 75,1 м над рівнем моря. Озеро має площу 10,5 км², середня глибина озера становить 10,9 м, максимальна глибина – 32 м. Впадає у фіорд Бюфіорден (швед. Byfjorden) і далі через фіорди навколо острова Уруст – у протоку Каттегат. У гирлі річки лежить місто Уддевалла. 